# Suchindram
Suchindram (o Suchindrum) è una suddivisione dell'India, classificata come town panchayat, di 11.953 abitanti, situata nel distretto di Kanyakumari, nello stato federato del Tamil Nadu. In base al numero di abitanti la città rientra nella classe IV (da 10.000 a 19.999 persone).

## Geografia fisica
La città è situata a 8° 9' 0 N e 77° 28' 60 E e ha un'altitudine di 18 m s.l.m..

## Società

### Evoluzione demografica
Al censimento del 2001 la popolazione di Suchindram assommava a 11.953 persone, delle quali 5.844 maschi e 6.109 femmine. I bambini di età inferiore o uguale ai sei anni assommavano a 1.092, dei quali 544 maschi e 548 femmine. Infine, coloro che erano in grado di saper almeno leggere e scrivere erano 10.314, dei quali 5.181 maschi e 5.133 femmine.